# La città proibita (film 2006)
La città proibita (满城尽带黄金甲T, Mǎn chéng jǐn dài huángjīn jiǎP, lett. "La città interamente rivestita con armature dorate") è un film del 2006 diretto da Zhang Yimou.
Film di genere wuxia la cui trama è ispirata al dramma Temporale (雷雨T, LéiyǔP) scritto da Cáo Yǔ nel 1934, ma è ambientato in un periodo che riflette la dinastia Tang posteriore durante le cinque dinastie e dieci regni.

## Trama
Cina, 928. Il principe Jai torna insieme al padre, l'imperatore, al palazzo imperiale, dove fervono i preparativi per la Festa di Chongyang. L'imperatrice, sua seconda moglie, soffre da dieci anni di una malattia incurabile la cui gravità è placata da un rimedio da lei preso ogni due ore. Passa il suo tempo ricamando dei misteriosi crisantemi in occasione di questa festa. Proprio con il ritorno di Jai cominciano ad avvenire stranissimi fatti: l'imperatore ordina a Jiang, il medico imperiale, di inserire nel rimedio dell'imperatrice un ingrediente nuovo, il fungo nero di Persia, di cui due grammi al giorno per due mesi farebbero perdere le facoltà mentali. Chan, la figlia di Jiang, ha una relazione segreta con Wan, primogenito dell'imperatore e della sua prima moglie. L'imperatrice, informata da un funzionario, scopre la relazione tra la serva e il figliastro (col quale lei stessa ha avuto una relazione) e li sorprende insieme; risparmia la pena a Chan, la ragazza, ma solo perché non vuole che prima della festa accada qualcosa di sconveniente. In seguito compare a Palazzo una misteriosa donna dal viso marchiato, come allora si faceva ai detenuti, che informa l'imperatrice del nuovo ingrediente nel rimedio: questa donna si rivela essere la moglie di Jiang e quindi la madre di Chan.
Qualche giorno dopo l'imperatore dice a Wan di voler nominare Jai principe ereditario ma che prima vuole sentire la sua opinione; Wan gli dà piena libertà di scelta e gli dice di non preoccuparsi (spera infatti di poter fuggire con Chan). In un'altra stanza del palazzo, l'imperatrice rivela a Jai la presenza del fungo nero nel suo rimedio e gli chiede di salvarla: l'unico modo possibile sembra essere guidare una rivolta contro il padre. Dapprima titubante, Jai acconsente. Arrivata la notte della festa, Jiang viene nominato governatore di una cittadina e va a viverci con la famiglia; Wan li raggiunge e domanda a Chan cosa significano i crisantemi, e la ragazza gli risponde che l'imperatrice li ha fatti consegnare al generale dell'armata nazionale Wu. Wan va via di corsa a cavallo e chiede arrabbiato alla matrigna quando farà la sua mossa: lei gli dice che la farà durante la notte della festa e lui, per tutta risposta, si accoltella alla spalla; viene subito soccorso, e una volta curato va con il resto della famiglia, tranne Jai, a celebrare la festa. Nel frattempo la cittadina governata da Jiang viene attaccata da dei guerrieri mascherati che uccidono Jiang, mentre Chan e la madre tornano nella città proibita, entrano a Palazzo e riescono a raggiungere la sala dove si trova riunita la famiglia imperiale: lì svelano a tutta la famiglia le azioni dell'imperatore. A un certo punto Wan chiede chi sia la donna vicino a Chan e l'imperatrice gli risponde che è sua madre: la donna, infatti, era davvero la moglie dell'imperatore. Venticinque anni prima quest'ultimo era un semplice comandante che però tramava per diventare imperatore, così ordinò l'imprigionamento della moglie e della sua famiglia per poter sposare una principessa (la sua attuale consorte, con la quale ha avuto gli altri due figli Jai e Yu); tuttavia la prima moglie riuscì a scappare grazie all'aiuto di Jiang, con cui si sposò. È stato dopo aver scoperto la relazione clandestina tra la seconda moglie e Wan che l'imperatore ha ordinato l'inserimento dell'ingrediente velenoso nel rimedio da lei assunto.
Chan, disperata poiché ha scoperto che l'uomo che ama è suo fratellastro, fugge via urlando, inseguita dalla madre, ma entrambe vengono uccise dai ninja dell'imperatore. Poco dopo, un'armata di guerrieri dalle armature dorate guidata da Jai irrompe nel cortile del palazzo, ma viene bloccata da un altro esercito e distrutta dopo una strenua resistenza, e lo stesso Jai viene catturato. Nel frattempo Wan viene ucciso da Yu (il principe più giovane, da sempre invidioso nei suoi confronti) che poi tenta di assassinare il padre ma viene ucciso da quest'ultimo, che lo frusta a morte con una cintura d'oro. In seguito Jai e la madre sono portati al cospetto dell'imperatore: Jai afferma di non aver agito per brama di potere, ma per amore di sua madre. La pena che spetterebbe a Jai è quella di venir dilaniato da cinque cavalli, ma il padre dice di volerlo graziare a una condizione: servirà lui stesso il rimedio ogni due ore alla madre. Consapevole che far questo equivale a ucciderla, Jai si toglie la vita tagliandosi la gola. La madre, disperata, getta in aria la scodella del rimedio che doveva esserle servito dal figlio ma avvelenato, stavolta, da una dose letale di acido che corrode il legno del tavolo e il crisantemo dorato inciso su di esso. Il film si conclude con questo gesto.

## Produzione
Il titolo cinese del film è tratto dall'ultimo verso di una breve composizione scritta da Huang Chao, capo dell'ultima rivolta contadina Tang:
(Huang Chao)

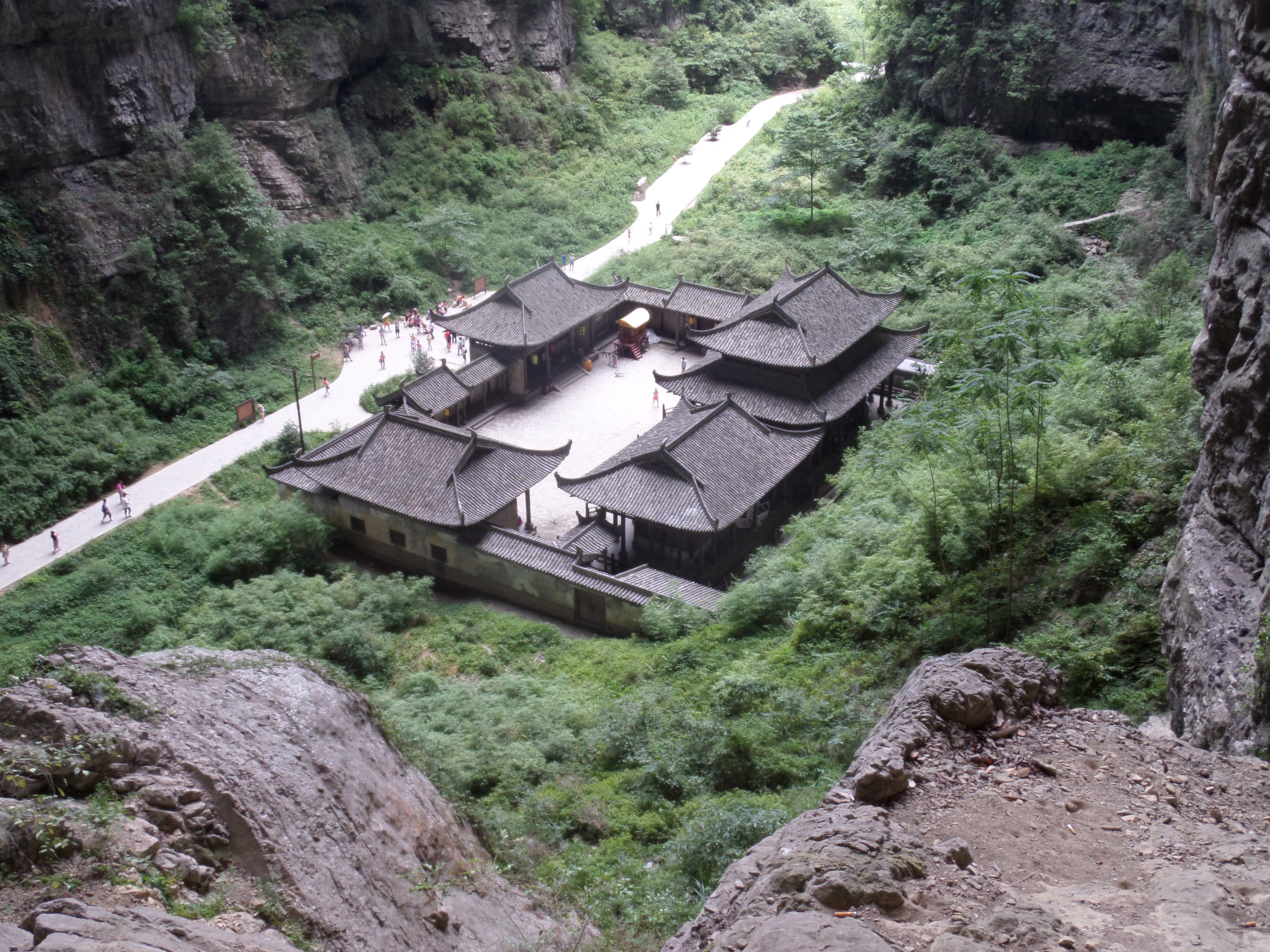
Ricostruzione di una stazione di posta situata nel Ponte del Dragone Celeste. È il luogo dove il medico Jiang si trasferisce con la famiglia

Il significato originale è dunque «La città è interamente decorata con crisantemi gialli come armature d'oro»; diverse scene infatti alludono a questo concetto. In alcune versioni estere, oltre a quella italiana, il titolo è ambiguo perché sembra far riferimento alla celeberrima Città Proibita di Pechino (che però verrà costruita durante il XV secolo), mentre il palazzo della Dinastia Tang si trovava nella capitale di Chang'an (l'antico nome per Xi'an), una residenza protetta con estrema attenzione e per questo chiamata "città proibita".
Oltre a trattarsi di una storia di fantasia, ci sono alcune divergenze con i fatti storici del periodo in cui il film è ambientato: ad esempio, le lunghissime unghie finte indossate dall'imperatrice diventeranno popolari secoli dopo, con la dinastia Ming. Inoltre, sebbene la maggior parte dei personaggi del film, compresi quelli secondari, indossino indumenti o armature d'oro, tale colore era in realtà a uso esclusivo dell'imperatore; tra l'altro, nella versione originale del film, i personaggi interpretati da Chow Yun-fat e Gong Li non vengono chiamati imperatore e imperatrice, ma re e regina.

## Colonna sonora
1. Opening - 0:55
2. Tai-He-Song - 1:17
3. Return to the Palace - 1:22
4. Theme of the Emperor - 1:28
5. Theme of the Empress - 1:45
6. Empress's Solitude - 0:46
7. Shadow & Escape - 1:34
8. Again - 1:38
9. Mother & Jai - 3:58
10. Portrait - 0:41
11. Theme of the Empress's Fate - 2:05
12. Fight of the Sickle Troops - 2:29
13. Emperor & Empress - 2:46
14. Behind Pageant - 2:09
15. Huang Jin Jia - 0:56
16. Rebellion - 2:52
17. Prince Yu's Ambition - 1:25
18. Betray to the Emperor - 2:40
19. Heroic Battle - 3:38
20. Wan's Last Moment - 1:04
21. End of the War - 1:18
22. Imperial Ceremony - 1:41
23. Curse of the Golden Flower - 2:38
24. Ending Title - 5:53

## Accoglienza

### Critica
Il film è stato accolto positivamente da parte della critica cinematografica. Su Rotten Tomatoes detiene un'approvazione professionale del 65% con un voto medio di 6,42/10 basato su 127 recensioni, mentre il consenso del pubblico è del 65% con un punteggio di 3,54/5 basato su 51 047 recensioni. Su Metacritic ha ricevuto una valutazione professionale di 70/100 basata su 32 recensioni, e dal pubblico un punteggio di 7,5/10 basato su 99 recensioni.

### Incassi
Al momento della produzione nel 2006, La città proibita era il lungometraggio più costoso mai realizzato in Cina. Il film ha incassato 78568977 $ a fronte di un budget di circa 45000000 $.